# Illegal Love
Pour plus de détails, voir Fiche technique et Distribution.
Illegal Love est un documentaire français écrit et réalisé par Julie Gali, sorti en 2011 et diffusé sur Canal+ en France et sur Logo TV aux États-Unis et produit par Petite Maison Production
Il a pour sujet la Proposition 8, initiative populaire californienne ayant interdit le mariage entre personnes de même sexe le 4 novembre 2008 en Californie.

## Synopsis
États-Unis, 4 novembre 2008. Alors que Barack Obama vient d’être élu Président des États-Unis, évènement historique inspirant le progrès et le changement, la Proposition 8 est votée en Californie. Pour la communauté homosexuelle le réveil est brutal. Le mariage redevient hors la loi. Le lendemain de l’élection, des manifestations spontanées éclatent à travers la Californie. Dans une atmosphère électrique c’est toute une communauté qui scande: « Gay ! Straight ! Black ! White ! Marriage is a civil right ! »
Partie initialement filmer la campagne des Démocrates à Los Angeles, Julie Gali se retrouve témoin de ce combat qui divise la population californienne. Elle décide de suivre l’émergence d’un nouveau mouvement politique et social massif, motivé et très organisé.
Après des mois de mobilisation, le 11 octobre 2009, une Marche pour l’Égalité est organisée à Washington D.C. à l’image de la Marche de Martin Luther King de 1963.
Tourné entre novembre 2008 et août 2010 aux États-Unis, en France et en Espagne, Illegal Love raconte en trois parties Illegality, Love, Revolt, l’histoire de cette lutte pour l’égalité des droits, véritable combat civique de notre époque. 
À travers une collection de rencontres entre partisans et opposants à la Proposition 8, Illegal Love est un voyage au cœur de la société américaine. C’est la découverte d’un sujet local aux enjeux internationaux.

## Fiche technique
- Titre original : Illegal love
- Réalisatrice : Julie Gali
- Scénario : Julie Gali
- Producteurs : Tessa Louise-Salomé & Chantal Perrin
- Coproducteur : Julie Gali
- Chef Monteuse : Tessa Louise-Salomé
- Motion Design : Pierre Massine
- Illustrations : Richard Mvogo
- Assistant réalisateur : Daniel Darmon
- Directrice de production : Nathalie Lefebvre, Davina Breillet, Quentin Henneguelle.
- Chargée de production : Iliza Rukwavu
- Mixeur Son : Benjamin Mathevet
- Musique : Arnaud Boulle, Benjamin Molinaro, Gautier Vizioz,
- Coloriste  : Vanessa Isabel
- Direction Artistique : Julie Gali & Tessa Louise-Salomé

- Produit par Petite Maison Production en coproduction avec Le Protocole Gali avec le soutien du Centre national du cinéma et de l'image animée (CNC)
- Diffuseur: Canal+, Planète+, Planète Justice, Logo Tv
- Pays d’origine :  France
- Pays de tournage : États-Unis, France, Espagne
- Format : couleur - HD - 1.85:1
- Genre : documentaire
- Durée : 90 min
- Sortie : 2011

## Distribution
- Fréderic Anscombre
- Dominique Besnehard
- Guillaume Bourboulon
- Alain Chamfort
- François Cluzet
- Antoine de Caunes
- Émilie Dequenne
- Bertrand Delaire
- William Duchène
- Axelle Laffont
- Thierry Lhermitte
- Clémence Massart
- MC Solaar
- Isabelle Pasco
- Jules Pélissier
- Daphné Roulier
- Milla Savarese
- Clément Sibony
- Nicolas Simon

### Personnages du film
- Dustin Lance Black
- Julian Bond
- Ltd Dan Choi
- Bevan Dufty
- John J. Duran
- Geoff Farrow
- Lady Gaga
- James Garlow
- Chad Griffin
- Cleve Jones
- Mark Leno
- Fred Karger
- Robin Mc Gehee
- Stuart Milk
- David Mixner
- Gavin Newsom
- Louis Georges Tin
- William Walker